# Clásico RCN 1989
Le 29 Clásico RCN "Eternit" 1989 (nom officiel) est une course cycliste par étapes qui a lieu du 7 au 16 avril 1989.
Le Clásico RCN profite de la présence des meilleurs éléments du cyclisme colombien, à la différence de la plus grande compétition cycliste de Colombie, le Tour national, privée des meilleurs partis courir en Europe à la même date.
Álvaro Mejía remporte l'épreuve en devançant Fabio Parra et Oliverio Rincón.

## Présentation

### Équipes participantes
| Équipes                                 | Principaux engagés |
| Manzana Postobón                        | Álvaro Mejía, Óscar de Jesús Vargas, William Pulido, Raúl Acosta (en), Gerardo Moncada, Héctor Patarroyo (es), Reynel Montoya |
| Café de Colombia                        | Luis Herrera, Martín Ramírez, Martín Farfán, Alberto Camargo                                                                  |
| Varta - Kelme                           | Fabio Parra, Pedro Saúl Morales                                                                                               |
| Pony Malta                              | Francisco Rodríguez, Fabio Rodríguez (es)                                                                                     |
| Pinturas Philaac                        | Jairo Obando |
| Café de Colombia amateur                | César Ramírez, Hernán Buenahora                                                                                               |
| Castalia                                | Oliverio Rincón, Efraín Rico (es)                                                                                             |
| Pony Malta amateur                      | Jair Bernal (es) |
| Cafam                                   | Augusto Triana |
| Fruticol                                | Luis Pérez |
| Cauca - Antioquia                       | Jorge Mosquera |
| Cadafe Venezuela                        | Richard Parra (es) |
| Sélection cycliste d'Union soviétique   | Artūras Kasputis |
| Sélection cycliste d'Allemagne de l'Est | Olaf Jentzsch |
| Sélection cycliste du Costa Rica        | Mario Fallas |

## Les étapes
| Étape     | Date    | Villes étapes          | type                        | Distance (km) | Vainqueur d'étape | Leader du classement général |
| --------- | ------- | ---------------------- | --------------------------- | ------------- | ----------------- | ---------------------------- |
| 1re étape | 7 avr.  | Medellín – Medellín    | contre-la-montre individuel | 5,4           | Alberto Camargo   | Alberto Camargo              |
| 2e étape  | 8 avr.  | Medellín – Envigado    |                             | 145           | Reynel Montoya    | Alberto Camargo              |
| 3e étape  | 9 avr.  | Medellín – Sabaneta    | contre-la-montre individuel | 31            | Fabio Parra       | Fabio Parra                  |
| 4e étape  | 10 avr. | Medellín – Supía       |                             | 148           | Martín Farfán     | Fabio Parra                  |
| 5e étape  | 11 avr. | Riosucio – Armenia     |                             | 162           | Reynel Montoya    | Fabio Parra                  |
| 6e étape  | 12 avr. | Armenia – Girardot     |                             | 167           | Raúl Acosta       | Fabio Parra                  |
| 7e étape  | 13 avr. | Girardot – Bogota      |                             | 137           | Álvaro Mejía      | Fabio Parra                  |
| 8e étape  | 14 avr. | Chía – Chiquinquirá    |                             | 116           | Raúl Acosta       | Fabio Parra                  |
| 9e étape  | 15 avr. | Villa de Leyva – Tunja | contre-la-montre individuel | 38            | Álvaro Mejía      | Álvaro Mejía                 |
| 10e étape | 16 avr. | Duitama – Bogota       |                             | 195           | Olaf Jentzsch     | Álvaro Mejía                 |

## Classement général final
| \| Classement général \| Classement général \| Classement général \| Classement général \| Classement général \| \| Coureur \| Coureur \| Pays \| Équipe \| Temps \| \| ------------------ \| --------------------- \| ------------------ \| ------------------ \| ------------------ \| \| 1er \| Álvaro Mejía[3] \| Colombie \| Postobón Manzana \| 28 h 17 min 41 s \| \| 2e \| Fabio Parra \| Colombie \| Kelme-Iberia-Varta \| + 4 s \| \| 3e \| Oliverio Rincón \| Colombie \| Castalia \| + 2 min 30 s \| \| 4e \| Francisco Rodríguez \| Colombie \| Pony Malta Bavaria \| + 2 min 44 s \| \| 5e \| Fabio Rodríguez \| Colombie \| Pony Malta Bavaria \| + 5 min 00 s \| \| 6e \| Alberto Camargo \| Colombie \| Café de Colombia \| + 6 min 22 s \| \| 7e \| Reynel Montoya \| Colombie \| Postobón Manzana \| + 6 min 27 s \| \| 8e \| Augusto Triana \| Colombie \| Cafam \| + 7 min 14 s \| \| 9e \| Efraín Rico \| Colombie \| Castalia \| + 7 min 31 s \| \| 10e \| Héctor Patarroyo \| Colombie \| Postobón Manzana \| + 7 min 39 s \| \| 11e \| Óscar de Jesús Vargas \| Colombie \| Postobón Manzana \| + 9 min 07 s \| \| 12e \| Hernán Buenahora \| Colombie \| Café de Colombia \| + 9 min 21 s \| \| 13e \| Martín Ramírez \| Colombie \| Café de Colombia \| + 11 min 11 s \| \| 14e \| Pedro Saúl Morales \| Colombie \| Kelme-Iberia-Varta \| + 11 min 33 s \| \| 15e \| Gerardo Moncada \| Colombie \| Postobón Manzana \| + 13 min 49 s \| |                       |          |                    |                  |
| |                       |          |                    |                  |
| |                       |          |                    |                  |
| Classement général |                       |          |                    |                  |
| Coureur | Coureur               | Pays     | Équipe             | Temps            |
| 1er | Álvaro Mejía          | Colombie | Postobón Manzana   | 28 h 17 min 41 s |
| 2e | Fabio Parra           | Colombie | Kelme-Iberia-Varta | + 4 s            |
| 3e | Oliverio Rincón       | Colombie | Castalia           | + 2 min 30 s     |
| 4e | Francisco Rodríguez   | Colombie | Pony Malta Bavaria | + 2 min 44 s     |
| 5e | Fabio Rodríguez       | Colombie | Pony Malta Bavaria | + 5 min 00 s     |
| 6e | Alberto Camargo       | Colombie | Café de Colombia   | + 6 min 22 s     |
| 7e | Reynel Montoya        | Colombie | Postobón Manzana   | + 6 min 27 s     |
| 8e | Augusto Triana        | Colombie | Cafam              | + 7 min 14 s     |
| 9e | Efraín Rico           | Colombie | Castalia           | + 7 min 31 s     |
| 10e | Héctor Patarroyo      | Colombie | Postobón Manzana   | + 7 min 39 s     |
| 11e | Óscar de Jesús Vargas | Colombie | Postobón Manzana   | + 9 min 07 s     |
| 12e | Hernán Buenahora      | Colombie | Café de Colombia   | + 9 min 21 s     |
| 13e | Martín Ramírez        | Colombie | Café de Colombia   | + 11 min 11 s    |
| 14e | Pedro Saúl Morales    | Colombie | Kelme-Iberia-Varta | + 11 min 33 s    |
| 15e | Gerardo Moncada       | Colombie | Postobón Manzana   | + 13 min 49 s    |